# 4. travnja
4. travnja (4. 4.) 94. je dan godine po gregorijanskom kalendaru (95. u prijestupnoj godini).
Do kraja godine ima još 271 dan.

## Događaji
- 1919. – Početak Sun Jat-senove kulturne revolucije u Kini.
- 1945. – Sovjetska Crvena armija oslobodila Mađarsku.
- 1949. – Osnovan NATO, Sjevernoatlanski vojni savez.
- 1960. – RCA Victor postaje prva izdavačka kuća koja istovremeno sve svoje singlove objavljuje u stereu i monu, počevši s Elvisovom pjesmom "Stuck On You".
- 1975. – Vijetnamski rat: tijekom "Operacije Babylift", američki vojni zrakoplov koji je prevozio vijetnamsku ratnu siročad srušio se nakon polijetanja iz Saigona (Vijetnam). Poginule su 172 osobe, većinom djeca.
- 1975. – Osnovan je Microsoft.
- 1976. – Norodom Sihanouk abdicirao je s uloge vođe Kambodže nakon čega su ga uhitili Crveni Kmeri.
- 1979. – Pogubljen je pakistanski predsjednik Zulfikar Ali Bhutto.
- 2023. – Finska je postala članica NATO-a.

| - 1785. – Bettina von Arnim, njemačka književnica († 1859.) - 1825. – Đuro Daničić, hrvatski jezikoslovac († 1882.) - 1884. – Giacomo Alberione, talijanski svećenik i blaženik († 1971.) - 1897. – Vjekoslav Klišanić, hrvatski general († 1980.) - 1910. – Franjo Mraz, hrvatski naivni slikar († 1981.) - 1914. – Marguerite Duras, francuska spisateljica († 1996.) - 1915. – Muddy Waters, američki blues glazbenik († 1983.) - 1932. – Andrej Tarkovski, ruski redatelj († 1986.) - 1952. – Gary Moore, britanski gitarist i pjevač († 2011.) - 1957. – Aki Kaurismäki, finski redatelj i scenarist - 1960. – Hugo Weaving, englesko-australski glumac - 1965. – Robert Downey Jr., američki glumac - 1966. – Finn Christian Jagge, norveški alpski skijaš - 1972. – Maja Nekić, hrvatska glumica - 1973. – Loris Capirossi, talijanski motociklist - 1979. – Heath Ledger, australski glumac († 2008.) - 1987. – Sami Khedira, njemački nogometaš | - 1292. – Nikola IV., papa (* 1227.) - 1919. – Francisco Marto, portugalski katolički blaženik (* 1908.) - 1929. – Carl Benz, njemački izumitelj (* 1844.) - 1968. – Martin Luther King, Jr., američki borac za prava crnaca (* 1929.) - 1983. – Gloria Swanson, američka glumica (* 1899.) - 1983. – Bernard Vukas, hrvatski nogometaš (* 1927.) - 1991. – Max Frisch, švicarski književnik (* 1911.) - 2008. – Jadranko Crnić, hrvatski pravnik (* 1928.) - 2008. – Hrvoje Ćustić, nogometaš NK Zadar (* 1983.) - 2012. – Dubravko Pavličić, hrvatski nogometaš i reprezentativac (* 1967.) |

## Blagdani i spomendani
- Dan gospićkih žrtava
- Međunarodni dan svjesnosti o opasnosti od mina i pomoći u protuminskom djelovanju